# مورفیس‌بورو (ایلینوی)
مورفیس‌بورو، ایلینوی (به انگلیسی: Murphysboro, Illinois) یک شهر در ایالات متحده آمریکا با جمعیت ۷٬۹۷۰ نفر است که در ایلی‌نوی واقع شده‌است.